# Histoire de Kaamelott
 (avril 2021).
- Si vous ne connaissez pas le sujet, laissez ce bandeau (vous pouvez alors contacter les auteurs).
- Si vous supprimez le contenu mis en cause (vous pouvez préalablement contacter les auteurs),

argumentez précisément cette suppression dans la page de discussion
(un manque de référence n'est pas un argument ; une recherche réelle de référence doit avoir été effectuée, être formellement documentée).
Pour des articles plus généraux, voir Kaamelott, Kaamelott : Premier Volet et Kaamelott (bande dessinée).
Cet article détaille l’histoire de l’univers de Kaamelott d’Alexandre Astier : série télévisée, film, bande dessinée.

## Livre I
Le Livre I a été conçu de façon à pouvoir être suivi occasionnellement : chaque épisode est quasiment indépendant des autres et constitue une unité narrative. Ainsi, il n’existe pas, contrairement au Livre III et suivants, d’histoire de fond propre au Livre I, ce qui en fait une sorte d’introduction à l’univers de Kaamelott.
Certains points de l’histoire sont ainsi parcimonieusement introduits, tels que :
- l’amour secret de Lancelot pour la reine Guenièvre ;
- le destin exceptionnel de Perceval ;
- la chute annoncée de l’Empire romain ;
- l'incompétence de Merlin ;
- l'indifférence d'Arthur vis-à-vis de sa femme ;
- la peur qu'inspire sa mère à Arthur.

Les différents adversaires du royaume de Logres sont aussi introduits :
- les Burgondes (et leur chef particulièrement spécial qui revient souvent) ;
- les Vikings (bien qu'en réalité les Vikings ne commencèrent leurs raids qu'au VIIIe siècle) ;
- les Vandales ;
- les Goths (Wisigoths et Ostrogoths), notamment en Andalousie ;
- les Romains (qui sont censés être les tauliers et occuper le pays) ;
- les Saxons (qui crament et pillent tout ce qu'ils voient) ;
- les Pictes (qui ne sont pas des ennemis mais qui se font signaler lors du faux enlèvement de la reine).

Ces thèmes seront nettement plus développés lors des « livres » suivants.

## Livre II
Le Livre II, à la manière du Livre I, ne possède pas d’histoire de fond qui lui est propre, mais commence à initier un mouvement chronologique à la série en faisant référence à des épisodes du premier livre. Le Livre II marque une introduction au Livre III, en cela que les premiers désaccords et les premières tensions se font sentir entre Arthur et Lancelot.

### Les débuts de ladispute
Au contraire du Livre I, dans lequel Lancelot du Lac est un chevalier fidèle, courageux et noble, le Livre II voit le début d’une dispute annoncée entre les deux meilleurs amis de la cour de Kaamelott : le roi Arthur et le chevalier Lancelot.
En effet, le roi s’énerve de plus en plus contre Lancelot et ce dernier supporte mal les remontrances (Les Classes de Bohort). Le cynisme et l’ironie dont font preuve les deux protagonistes enveniment leur relation amicale (Les Parchemins magiques, L’Anniversaire de Guenièvre, L’Absent).
Si Lancelot se découvre un nouvel ami en la personne de Bohort (Le Temps des secrets), à qui il confie d’ailleurs son amour pour la reine, c’est l’épisode Le Rebelle qui marque un tournant dans l’histoire de Kaamelott. Ainsi, paroxysme du Livre II, après avoir insulté le roi parce qu'il n'était pas le bras droit de ce dernier, Lancelot est banni de Kaamelott (temporairement) et en reviendra changé : Arthur reconnaîtra en effet que le chevalier « [le] déteste encore plus qu’avant. »
Dans le dernier épisode du Livre II (Les Comptes), Arthur accuse Léodagan de voler des trésors. Si ses doutes sont fondés (voir La Cassette et La Cassette II), Lancelot participe lui aussi au larcin en cachant dans un sac enterré sous un arbre des reliques qu’il rapporte de diverses quêtes : le Livre II s'achève sur l'image du chevalier du Lac dissimulant un bracelet sous cet arbre, suggérant ainsi qu'il prépare sa rupture avec Arthur.

## Livre III
Le Livre III est le premier livre à suivre une histoire de fond chronologique. S’il existe toujours de nombreux épisodes indépendants, on note la présence d’autres qui font avancer l’histoire. Ces épisodes nécessitent d’avoir suivi les précédents car ils recèlent de nombreuses références à ceux-ci.
L’histoire (ou arc) du Livre III se concentre autour de la fin de l’amitié entre Arthur et Lancelot, et le début d’une idylle pour Arthur.

### Lancelot,chevalier errant
Le premier épisode du Livre III, Le Chevalier errant, débute alors que Arthur est, avec Calogrenant et d’autres soldats, de retour de Rome. Arthur est épié par un Lancelot reclus et vivant en ermite, avec des vêtements de paysan et une longue barbe. Calogrenant confie qu’au village, la rumeur circule que Lancelot serait mort. Celui-ci, indigné, sort alors des bois, à la grande surprise d’Arthur. Après une brève dispute, Lancelot repart dans la forêt, en confirmant au roi qu’il ne viendra plus aux réunions de la Table Ronde. Poussé par Arthur, il accepte toutefois de venir aux séances de doléances, « où [sa] présence est obligatoire ».

### Le Renfort magique
Une autre intrigue, plus secondaire cette fois-ci, se déroule en parallèle : la "coopération" de Merlin et d’Elias.
Celle-ci débute avec l’épisode Le Renfort magique, dans lequel Arthur et Léodagan demandent à Elias de Kelliwic’h, rival de Merlin, d’aider ce dernier dans sa tâche d’enchanteur. En effet, les invasions saxonnes sont telles que Merlin ne peut plus les gérer seul. Elias est d’abord proposé au poste d’« assistant », mais ses refus contraignent le roi à le nommer « Enchanteur de Bretagne » aux côtés de Merlin.
La cohabitation s’avère difficile quand Elias décide de nettoyer le laboratoire de Merlin et de lui en confisquer la clé (La Coopération). Dans l’épisode Les Défis de Merlin II, Merlin combat Elias en duel de magie pour décider lequel des deux sera l’Enchanteur de Bretagne. Ces combats se terminent par un match nul (1–1) – même si l’on est en droit de penser que le point de Merlin ne paraît pas très glorieux, ce dernier ayant trompé le pouvoir de télépathie d’Elias en pensant à une part de clafoutis au lieu d’un clafoutis.

### Aelis
Poussé par Léodagan à expérimenter « les coutumes locales de Carmélide », Arthur rentre, dans l’épisode Les Derniers Outrages, dans la maison d’un chef de clan vaincu pour « rencontrer » sa fille aînée. À la place, c’est sa sœur cadette qui l’attend.
Aelis, c’est son nom, montre très vite l’envie de « ne pas laisser partir [le roi], pour une fois qu’un type propre et qui ne ressemble pas à un goret passe par là. » Plutôt que de céder à la tentation, Arthur lui propose de devenir sa maîtresse à la cour de Kaamelott, ce qu’elle accepte. Aelis étant encore plus virulente qu'Azénor, elle aura du mal à se faire accepter par les autres maîtresses et surtout par la reine (Les Cheveux noirs).

### Prisca et Mevanwi
L’épisode Ablutions marque le début de l’intrigue amoureuse principale du Livre III : Dame Mevanwi, femme du chevalier Karadoc, rentre dans la salle de bains du château et y découvre le roi, endormi dans sa baignoire. Elle décide néanmoins d’y rentrer pour prendre un bain, et le roi se réveille, en proie à un certain trouble. En effet, Arthur demandera plus tard à Perceval si « quelque chose s’est passé entre [eux]. »
Arthur continue à douter pendant un temps, fait une cour implicite à Mevanwi sous les yeux effarés de Bohort et Venec (Le Trouble), et part, dans l’épisode La Pythie, consulter une voyante au village. Or, il s’avère qu'Arthur reconnaît cette femme. En effet, il a connu Prisca (c’est son nom) à Rome pendant qu’il faisait ses classes, et a vécu une courte histoire amoureuse avec elle. L’ayant « toujours [connu] dans les emmerdes sentimentales », Prisca confie à Arthur qu’elle ne possède aucun pouvoir : elle « arnaque » donc ses clients.
Arthur devient de plus en plus amoureux de Mevanwi, et déroge parfois à ses obligations de roi pour passer du temps avec elle (Arthur in Love II). Un jour qu’il consulte Prisca à ce propos, les yeux de cette dernière s’illuminent et elle confie d’une voix grave : « Ne touche pas à la femme du chevalier, Arthur. Les dieux le prendraient pour un affront… » (Le Mauvais Augure). Interloqué, le roi lui demande de répéter, mais Prisca ne se souvient pas d’avoir prononcé cette phrase : elle était en transe et n’en est pas consciente.
Fort de cet avertissement, Arthur essaye alors d’éviter Mevanwi, mais celle-ci se montre plus pressante, et pousse Arthur à l’embrasser sur les conseils naïfs de Demetra (Le Baiser romain). Les deux amoureux se voient alors régulièrement, la nuit, dans les cuisines du château (Le Législateur), ce qui reste insoupçonné, temporairement, par Guenièvre et Karadoc.

### Arthur, roi progressiste
Le Livre III apporte lui aussi des preuves de l’aspect progressiste du roi Arthur.
Tout d’abord, celui-ci réforme progressivement les lois les plus sévères pour les assouplir (Le Législateur).
De plus, et c’est de loin le point le plus important, Arthur affranchit le maximum d’esclaves possible. En effet, il a décidé de libérer les esclaves du château et de les payer pour leur travail (Les Affranchis). Humble, Arthur ne veut pas être remercié pour ses récompenses, mais ses employés, loin d’être habitués à un tel traitement, ne peuvent s’en empêcher.

### Cousins germains
Dans l’épisode Le Porte-bonheur, Lancelot confie malencontreusement à Karadoc qu’il possède un porte-bonheur, un couteau que lui a offert « son père le roi Ban » pour ses quatorze ans.
Cette nouvelle arrivera rapidement aux oreilles de Bohort (Les Cousins) qui se trouve être le fils du frère de Ban : Lancelot et lui sont donc cousins.
Lancelot sera très mécontent de cette annonce puisque, selon lui, « un chevalier errant n’a pas de cousin. » Il sera néanmoins plutôt heureux d’utiliser Bohort comme messager d’un billet spécial pour la reine.

### La Dispute
Lancelot change. Le chevalier fidèle et pacifiste d’hier est devenu belliqueux et rebelle. Il ne supporte plus les bêtises de Perceval et Karadoc et se montre de plus en plus cruel. Les disputes et les désaccords avec le roi se multiplient (Sous les Verrous II, Le Médiateur)… Par exemple, dans Sous les Verrous II, Arthur est par mégarde enfermé par ses gardes qui ne l’ont pas reconnu. Lancelot, qui se proclame alors intendant du royaume « jusqu’à ce que son identité soit prouvée », fait traîner les choses dans le but inavoué de garder le pouvoir.
Dans l’avant-dernier épisode, Hollow Man, Lancelot charge Bohort de porter le message de son amour à la reine Guenièvre. Arthur, rendu invisible par une potion ratée de Merlin, assiste à la scène et se met en colère. La Dame du Lac confirmera ses craintes en gaffant : « il est amoureux, elle aussi, pas la peine d’en faire une histoire. »
Le double épisode final marque l’apothéose du Livre III : Lancelot décide de quitter définitivement la cour de Kaamelott et de vivre en ermite dans sa cabane dans la forêt. Bohort tente de le convaincre de renoncer à sa « folie », en vain. Arthur, que rien ne retient près de la reine, est surpris par cette dernière alors qu’il embrasse Mevanwi dans les cuisines. Guenièvre devient ainsi consciente de son amour pour Lancelot. Outrée, elle demande à son mari s’il compte tuer « [son] ami Karadoc », comme c’est la coutume. Elle lui demande de plus ce qu’il compte faire d’elle. Arthur hésite, ne sachant pas.
La scène finale du Livre III, très intense dramatiquement, marque le premier cliffhanger de la série : Guenièvre se trouve devant la cabane de Lancelot, dans la forêt, accompagnée par des suivantes. Lancelot sort de sa cabane, ébahi. Guenièvre le regarde, troublée. L’écran devient noir, et on entend des corbeaux au loin.

## Livre IV
Le Livre IV poursuit l’intrigue du Livre III en utilisant comme arc principal la rivalité entre Kaamelott et Lancelot, l’histoire entre Mevanwi et Arthur (de l’officialisation au renoncement), et les conséquences que celles-ci entraînent : bannissement de la Dame du Lac, arrivée d’une Réponse encapuchonnée et inquiétante… Ainsi, le Livre IV se focalise sur deux lieux géographiques (le camp de Lancelot en forêt, et le château de Kaamelott) et, par association, sur deux personnages (Arthur et Lancelot).

### Au château d’Arthur

#### L’après Guenièvre
Le lendemain du départ de Guenièvre, la consternation règne à Kaamelott. Les espions confirment la nouvelle : la reine est partie vivre dans le camp de Lancelot en forêt. Beaucoup la regrettent, sauf Arthur qui ne l’a jamais aimée et qui l’a épousée dans le cadre d’un mariage arrangé (Tous les matins du monde).
La famille royale de Carmélide est elle aussi consternée. Séli regrette amèrement le choix de sa fille, et craint pour la place de son mari et de son fils à la Table Ronde.

#### La Fauted’Arthur et Mevanwi
Arthur et Mevanwi n’ont pas encore consommé leur amour. Mevanwi, néanmoins, va pousser le roi à le faire dans le double épisode La Faute. La Dame du Lac essaie d’intervenir mais arrive trop tard : la faute est commise.
Le trouble est jeté : selon une loi qu’il n’a jamais pu abolir, Arthur se voit contraint de provoquer à mort le mari de Mevanwi, le chevalier Karadoc. Cette dernière, lasse, avoue en bloc à Karadoc sa relation avec Arthur, et le pousse à provoquer en duel le roi. Pour Mevanwi, cela arrangerait tout, car son mari n’aurait aucune chance de gagner face au roi. Sans scrupule, elle envoie Karadoc et Arthur se battre (double épisode Duel). Néanmoins, dans la nuit précédant le duel, Arthur découvre une ancienne loi du pays de Vannes, dont est originaire Karadoc, qui permet à deux chevaliers d’échanger leurs épouses respectives en gage de fraternité. Arthur saute sur l’occasion et propose donc à son chevalier d’échanger Mevanwi contre Guenièvre, qui se trouve toujours chez Lancelot. Karadoc accepte avec enthousiasme et se promet d’aller récupérer Guenièvre.
Ainsi, au grand dam de la cour et des chevaliers (mais à la grande satisfaction de sa mère Ygerne et de sa tante Cryda – cf. L’Approbation), Arthur célèbre l’échange des épouses près du grand lac (double épisode L’Échange). La famille de Carmélide, ainsi que Bohort et le Père Blaise, protestent contre cet acte dont la légitimité et la validité sont très discutables. Néanmoins, Arthur procède à l’échange en l’absence de Guenièvre, et adopte pour nouvelle épouse Mevanwi.
Karadoc, très satisfait de ne pas avoir eu à se battre contre le roi, va ensuite tenter des incursions chez Lancelot pour récupérer « [sa] femme », sans grand succès toutefois.

#### La Réponsedes dieux
En bafouant les traditions et la bienséance, et en ignorant l’avertissement de Prisca la voyante (dans le Livre III), Arthur joue avec le feu, et se retrouve très vite puni de ses affronts aux dieux.
En effet, dans l’épisode La Révoquée, la Dame du Lac débarque dans la chambre d’Arthur, sur le plan terrestre. Grelottante, elle annonce au roi que les dieux l’ont bannie du plan divin, et qu’elle est désormais bloquée sur Terre, sans savoir comment manger, boire, s’habiller, etc. Arthur la prend très vite en charge, en la logeant dans une petite étable (La Clandestine).
Cependant, les dieux iront plus loin pour exprimer leur colère : dans l’épisode La Réponse, Lancelot découvre un étrange individu encapuchonné rôdant près de son camp. La fée Morgane vient de plus apprendre au roi qu’une ancienne prophétie est sur le point de se réaliser. Arthur cherche, avec l’aide d’un Père Blaise effrayé, un vieux livre intitulé Les Prophéties. Celui-ci, une fois trouvé, s’ouvre tout seul à la page de la prophétie, qui annonce la terreur et la désolation sur le royaume de Logres :
« Siècle des larmes, hurlements

Au jour dieux, roi de Logres fait affront

Du Lac combattant frère à l’épée

Femme de Vannes épousée commet faute

Panique, ruine, fin d’un monde

Sur Terre sans démon ni sorcière

Vient dieu des Morts solitaire des frayeurs

Du ciel à l’insulte la Réponse. »
Arthur rajoute « là, ça pue du cul, mais violent ».
Arthur, ébahi, refuse quand même, lorsque la Dame du Lac le lui demande, d’aller récupérer sa femme chez Lancelot, mais essaye de chercher une solution pour renvoyer la première dans son plan (Anges et Démons).

#### Perceval
La bonne volonté et la détermination de Perceval, malgré ses grandes difficultés, semblent produire des débuts de résultats. Certes, ses quêtes avec Karadoc restent globalement médiocres (Le Dragon gris). Mais le Gallois réalise quelques progrès salués par le roi Arthur (L’Auberge rouge).
L’amitié entre Arthur et Perceval semble d’ailleurs se renforcer (La vie est belle), augmentant par la même occasion la détermination de Perceval et sa fidélité au roi (L’Habitué).
Le chevalier du Pays de Galles poursuit également sa romance avec Angharad. Mais les tourtereaux réalisent que leurs rencontres seront plus difficiles à organiser, puisque l’une a suivi sa maîtresse au camp de Lancelot, tandis que l’autre est toujours à Kaamelott (Les Chaperons).

#### L’Ascension du Lion
Léodagan et Séli, qui craignent pour leur place à la cour, décident de convaincre le roi de remplacer Galessin (qui a rejoint Lancelot, cf. Le Traître) à la Table Ronde par leur fils Yvain, « Chevalier au Lion » (cf. L’Ascension du Lion). Arthur accepte volontiers, à la grande surprise du couple de Carmélide, et Yvain rejoint son ami Gauvain à la Table.
Les deux compères se voient confier une mission d’importance : séjourner dans une tourelle côtière et surveiller les incursions ennemies (Le Grand Départ). S’ils prennent leur mission à cœur, il leur est cependant difficile de se lever tôt pour effectuer leur surveillance (Les Tuteurs II), et ils vont très vite rentrer à Kaamelott, lassés d’attendre la Relève.
La Réaffectation leur donnera l’occasion de surveiller l’entrée du château…

#### La Paradedes maîtresses
Lorsque le trône de la reine est laissé vacant après son départ pour la forêt, la convoitise des maîtresses du roi est immédiatement attisée.
Dans l’épisode Les Liaisons dangereuses, Demetra est la première à évoquer l’idée de profiter de l’absence de la reine. Elle informe les autres maîtresses, Aelis et les Jumelles du pêcheur, de son intention de faire un enfant au roi pour pouvoir accéder au trône, et demande aux autres de ne pas en faire, par solidarité féminine.

#### Seigneur Caius
Comme il le lui avait promis dans les Livres II et III, Arthur a offert à son ami, le centurion romain Caius Camillus, une place de seigneur breton, tandis que l’Empire romain s’effondre et que l’armée romaine en Bretagne perd son influence.
Il s’avère cependant, lorsque Arthur, Léodagan et Yvain lui rendent visite dans l’épisode Seigneur Caius, que l’ancien centurion peine à comprendre son rôle de seigneur de terre et ne parvient pas encore à gérer son fief et ses gens.
Dans l’épisode Le Camp romain, Arthur et Yvain découvrent que le seigneur Caïus, nostalgique, a quitté ses terres pour retourner dans un camp romain déserté qu'Arthur avait prévu de détruire.

#### Merlin et Elias
Merlin et Elias poursuivent leur cohabitation d’enchanteurs dans le Livre IV. Ce renfort magique n’est toujours accepté ni par Merlin, qui considère son collègue comme un rival, ni par Elias, qui estime que l’enchanteur officiel n’est qu’un bon à rien.
D’autre part, on découvre vite qu'Elias — dit le Fourbe — essaye de tirer un maximum de profit personnel en demandant au gouvernement de lui payer des griffes de dragon et autres accessoires de magie très onéreux (Le Privilégié). Il s’avère toutefois qu'Elias utilise une potion de polymorphie pour se transformer en Arthur et s’octroyer ces ingrédients de luxe (L’Usurpateur), jusqu'à ce qu'Arthur découvre la supercherie.

#### Le Renoncementd’Arthur
Une nuit, Karadoc, seul dans son lit, cauchemarde (dans l’épisode Alone in the Dark II). Arthur vient le calmer, et lui confie que lorsqu’il a procédé à l’échange, il savait que récupérer Guenièvre était loin d’être possible. Karadoc, fatigué par ses incursions infructueuses au camp de Lancelot, se dit qu’il était préférable d’avoir une femme moins glorieuse, mais présente, comme Mevanwi. Il va alors, dans l’épisode Le Vice de forme, découvrir avec le Père Blaise que l’absence d’une des deux épouses lors d’un échange annule la cérémonie. Arthur, contre toute attente, accepte la revendication et l’annulation de l’échange.
Lassé de la colère des dieux et de l’ambition de sa nouvelle femme, le roi officialise son intention (dans le double épisode Le Renoncement) en annonçant à Mevanwi qu’il va « arrêter le tir » et la quitter, malgré le fait qu’il « [l’]aime, même quand [elle lui] tape sur le système. »

#### Les Endettés
Habitués à passer la majeure partie de leur temps à la taverne, Perceval et Karadoc sont interloqués, dans l’épisode Les Endettés, d’apprendre que le tavernier refuse de les laisser rentrer tant que leur dette, annoncée comme colossale, n’aura pas été remboursée.
Les deux amis demandent une aide financière à Arthur, qui accepte dans un premier temps. Néanmoins, en considérant le montant total de la dette, vraisemblablement au moins 3967 pièces d’or, Arthur refuse, et les deux chevaliers se voient contraints de travailler à la taverne pour rembourser la somme due.

### Au camp de Lancelot

#### Lancelot,Loth et le Graal
Lancelot vient de quitter définitivement la Table Ronde, rejoint par celle qu’il aime, la reine Guenièvre. Il débauche alors plusieurs hommes de Kaamelott (dont son aide de camp Ferghus) et amorce un mouvement séparatiste, avec l’intention d’agrandir et de fortifier son camp, puis de se lancer lui-même dans la quête du Graal, se considérant beaucoup plus digne que les autres Chevaliers de la Table Ronde de le trouver.
Il est rejoint par le duc Galessin d’Orcanie, qui trahit également la Table Ronde (Le Traitre) selon les désirs du roi Loth d’Orcanie. En effet, celui-ci, qui considère que le pouvoir lui a été dérobé par Arthur (L’Assemblée des Rois 2e partie – Livre III) dont il critique la politique progressiste, espère se faire un allié de Lancelot pour pouvoir renverser avec son aide le pouvoir breton (Dagonet et le Cadastre, Loth et le Graal). Mais la coopération entre les deux alliés est assez froide et difficile (La Rémanence) et Lancelot réalise vite que Loth est plus intéressé par le pouvoir que par le Graal.

#### Lancelot et Guenièvre
Lancelot et Guenièvre sont enfin réunis, dans leur campement en forêt, et leur histoire commence par un bonheur mutuel (Raison et Sentiments). Mais les choses ne tardent pas à devenir moins idylliques…
En effet, Guenièvre éprouve des difficultés à vivre dans une forêt hostile, et regrette le confort de Kaamelott (Une vie simple). Elle fait pour cela venir sa suivante, Angharad, qui quitte le château au grand plaisir du roi Arthur (Les Bonnes). La suivante craint toutefois que la décision de Lancelot de fermer l’accès au camp ne compromette sa liaison avec Perceval (Les Refoulés).
De plus, du fait de leur inexpérience mutuelle, Lancelot et Guenièvre s’avèrent incapables de pratiquer ensemble les choses de l’amour (Les Novices).
Enfin, Guenièvre regrette profondément que Lancelot ait décidé de poursuivre la quête du Graal et soit très occupé par ses activités. Elle établit ainsi, dans l’épisode La Rémanence, un parallèle entre Arthur et Lancelot, et en arrive à craindre que sa récente relation ne finisse mal comme la première. Son amant lui assurera qu’à la différence d’Arthur, il préférerait « [la] tuer de ses mains plutôt que [la] perdre. »

### Entre le camp et le château

#### Tensions
Lancelot durcit sa position : il interdit formellement l’entrée dans le campement à toute personne extérieure et demande même à ses gardes d’attaquer à vue les habitants de Kaamelott. Ferghus se montre particulièrement zélé dans cette tâche, même s’il ne comprend pas toujours les ordres qu’on lui donne.
Arthur, lui, ne souhaitant pas engager une guerre sanglante aussi facilement, engage un espion par l’intermédiaire de Venec (Au Service secret de sa Majesté). Mais Nathair (c’est son nom) ne se montre pas beaucoup plus efficace que la plupart de ses chevaliers (La Sonde) et a beaucoup de mal à glaner des informations.
Dans ce contexte, une rencontre entre Arthur et Lancelot est organisée à la taverne (Le Face-à-face). Les deux anciens amis s’affirment leur respect, mais aussi leur obligation de tuer l’autre s’il représente un obstacle pour la quête du Graal. La scène est une référence au film Heat au cours duquel les deux personnages principaux se rencontrent dans un café et tiennent des répliques très similaires.

#### Le Sauvetage
Lorsque les deux hommes se rencontrent dans un labyrinthe, ils se provoquent et se donnent rendez-vous pour décider, grâce à un duel, lequel des deux poursuivra sa mission. Mais Arthur préfère laisser Lancelot s’engouffrer dans le labyrinthe, sachant qu’il n’en ressortira pas avant trois jours (Double Dragon).
Après avoir renoncé à contre-cœur à Mevanwi pour apaiser la colère des dieux, Arthur décide de poursuivre sa rédemption et de partir dans le camp de Lancelot retrouver Guenièvre (Le Sauvetage). Profitant de l’absence de Lancelot, il constitue un commando furtif (composé de Perceval, Karadoc, Léodagan et lui-même) aidé des plaques d’invisibilité créées par Merlin et Elias. L’effet de surprise est total : après une âpre bataille, Arthur triomphe et découvre Guenièvre attachée à son lit par Lancelot, pour « qu’elle ne succombe pas à la tentation de partir ». Il la libère et la ramène à Kaamelott.

#### Le Désordre et la Nuit
La victoire éclair d’Arthur jette le trouble parmi les alliés de Lancelot. Loth et Galessin convoquent de nouveau Dagonet après avoir appris le retour de Guenièvre sur le trône du royaume de Logres. Le roi Loth, ayant totalement impliqué Dagonet, pense à finalement délaisser Lancelot pour se tourner vers Arthur. Il donne l’ordre à ses hommes de se retirer du camp séparatiste de Lancelot et d’y faire disparaître toute trace orcanienne.
De son côté, l’espion du roi fait son rapport : Lancelot est porté disparu, et présumé fou puisqu’il a souvent crû être surveillé par un homme encapuchonné en noir (déjà aperçu dans l’épisode La Réponse).
Et pendant que le baptême de Perceval se fait sous les yeux de la cour, ceux tantôt fiers d’Arthur et Guenièvre, et tantôt aigris de Mevanwi, Lancelot débarque dans son camp pour y découvrir que celui-ci a été déserté. Se ruant dans sa cabane, il découvre que Guenièvre a disparu.
Lors de la scène finale du Livre IV, la plus dramatique jamais réalisée auparavant dans la série, Lancelot, furieux et désemparé, se laisse s’effondrer au sol. Il est rejoint par l’homme encapuchonné, qui le fixe, boit dans une gourde, avant de déclarer :
« Juste à notre aplomb, une corneille est posée sur une branche. Dans quelques secondes, elle va s’envoler.

La corneille s’envole.

Voilà. Nous avons franchi le solstice d’été. Et pendant que d’autres célèbrent le jour le plus interminable de l’année…

Nous allons secrètement nous réjouir du retour des longues nuits.

Il marque une pause. L’écran fond au noir.

Levez-vous. »

## Livre V
Construit et diffusé en deux parties, le Livre V continue l'intrigue des livres précédents. L'arc principal est cette fois la descente aux enfers vécue par Arthur.

### Première partie
La première partie se concentre sur la dislocation du royaume d'Arthur, la désertion des chevaliers de la table ronde et le glissement progressif de Lancelot vers « le côté obscur ». L'arc narratif principal concerne la remise de l'épée dans le rocher par le Roi pour reconquérir la Foi bretonne.

#### Les repentants
Les mois ont passé depuis le solstice d’été et l'hiver vient de tomber sur le royaume. Les conspirateurs orcaniens – Loth, Galessin et Dagonet – décident d'aller rendre visite à Arthur pour implorer son pardon à la suite de leur coup d’État manqué. Arthur s'avère être d'une mansuétude peu commune envers les traîtres.

#### Les nouveaux clans
Peu à peu, la cour de Kaamelott se désagrège. Déchirés entre leur dette envers le tavernier et leurs obligations à la table ronde, Perceval et Karadoc décident finalement de quitter Kaamelott pour fonder leur propre clan autonome (les « croustillants » puis les « semi-croustillants ») dont le quartier général sera basé à la taverne (au grand dam de Mevanwi). Yvain et Gauvain, pour que Gauvain n’ait pas à choisir entre le camp de son père et celui de son oncle, montent leur propre clan poussés par Arthur et par Loth – même s’ils se montrent un peu hésitants lorsqu’on leur annonce qu’ils n’auront plus de chambre à Kaamelott. Pour « repeupler » un peu la table ronde en chevaliers, Bohort propose d’enrôler son frère Lionel (dont il a été fait mention pendant le Livre III dans l’épisode Les cousins), même si, aux dires de Bohort, son frère s’avèrerait être « un incorrigible trouillard ».

#### La Roche et le Fer
Poussé par sa mère, sa belle-mère et sa tante — leur action conjuguée s'avérant plus qu'Arthur ne peut en supporter —, le roi doit décider entre replanter Excalibur dans le rocher ou faire un héritier à la reine pour regagner sa popularité. Toujours aussi peu tenté par l'idée de faire un enfant à Guenièvre, Arthur opte pour la première solution. S'ensuit alors un grand défilé de prétendants qui accourent pour tenter de retirer l’épée du rocher.

#### Le duc d'Aquitaine
Au nombre de ces prétendants, arrive à Kaamelott le duc d’Aquitaine (dont il a été fait mention de la nièce dans le Livre III), venu tenter sa chance plus sous la pression de sa nouvelle et ambitieuse femme que de son propre choix. Débonnaire, il se laissera copieusement insulter et malmener par Dame Séli, voyant en lui un « parasite de plus » plutôt qu’un « membre du gratin » (il ira jusqu’à proposer de présenter ses excuses pour s’être fait planter une binette dans la cuisse). Le duc continuera par la suite de se laisser marcher sur les pieds, en particulier par sa femme, jusqu'à ce qu'Arthur lui enseigne l’art de la repartie assassine. Particulièrement respectueux envers le roi Arthur, il refusera (comme Bohort) de tenter de retirer l’épée, au grand dam de sa femme. Il finira par rentrer chez lui, fort d’un nouvel équilibre dans son couple et commençant à maîtriser le sens de la repartie.

#### Lancelot et Méléagant
Porté disparu après l’attaque surprise d’Arthur dans le Livre IV, le bruit se répand que Lancelot est mort ou devenu fou. Sur les conseils de Méléagant, Lancelot se retire dans une grotte en montagne. Là, l’homme en noir « prépare » le Chevalier du Lac à suivre sa destinée, laquelle semble être de tuer Arthur. À cette fin, Méléagant guide Viviane (l’ex-Dame du Lac) jusqu’à Lancelot et lui révèle qu’elle a été sa « nourrice » alors que le fils du roi Ban était momentanément considéré comme l’Élu voué à régner sur la Bretagne – jusqu’à ce que les dieux le jugent trop caractériel et choisissent un autre enfant pour ce destin exceptionnel : Arthur, fils de Pendragon.

#### L'élu
Quand vient le moment de retirer une nouvelle fois l'épée du rocher, Arthur annonce à la surprise générale qu'il n'y est pas parvenu. En réalité, il n'a pas essayé et profite de ce prétexte pour renoncer au trône et à la quête du Graal.

### Seconde partie
La seconde partie est caractérisée par le renoncement d'Arthur au trône, la quête qu'il entreprend de sa descendance possible et la désagrégation du pouvoir à Kaamelott. L'arc narratif principal concerne l'existence éventuelle d'héritiers du roi.

#### Le nouveau roi
Arthur ayant renoncé au trône, Kaamelott se retrouve sans roi. Une réunion d'urgence est organisée afin de désigner un nouveau roi. Après que les chevaliers ont, sans succès, supplié Arthur de reprendre le pouvoir « juste un tout petit peu », Lionel, le frère de Bohort, propose de faire appel à un expert des lois, afin précisément d'en trouver une décrivant les modalités de la passation de pouvoir.
Kaamelott fait alors appel à un jurisconsulte qui aura pour mission de trouver dans les archives du château de Kaamelott le texte de loi décrivant la conduite à tenir en cas de vacance du pouvoir. L'incompétence du Père Blaise en matière de rangement et de classification des archives ralentit de façon conséquente les recherches du jurisconsulte. La lenteur de ces recherches irrite particulièrement dame Séli, qui réduit au minimum syndical le devoir d'hospitalité dû à l'invité (un lit sans couverture, du pain sec pour tout repas). Il finit par trouver le texte tant recherché (coincé sous le pied d'une lourde armoire) : « Sera roi celui qui réussira à retirer l'épée du rocher. Si le roi lui-même échoue à la récupérer et que personne d'autre n'y arrive, faute d'héritier mâle en âge de gouverner (14 ans ou plus), la reine devra alors nommer un régent (les femmes n'ayant pas le droit de gouverner à Kaamelott) ».

#### La période Léodagan
C'est donc à la reine Guenièvre qu'incombe la charge de désigner l'intérimaire. Influencée par son père, elle nomme régent ce dernier. Léodagan décide alors de reprendre le royaume en main selon sa philosophie du pouvoir : l'intransigeance, l'ordre, la sécurité. Ces nouvelles consignes incluent notamment l'ordre de tirer à vue sur tous ceux qui marchent sur le sentier d'accès au château de Kaamelott sans autorisation ainsi que la levée du sursis accordé au roi Loth. Bref, le règne de « Léodagan le sanguinaire » commence.

#### La période Karadoc
Désireuse de récupérer le pouvoir, Mévanwi parvient à séduire le jurisconsulte, celui-ci ignorant la rouerie de la femme de Karadoc. Elle réussit à le persuader de lui montrer l'acte d'échange d'épouse et surtout, l'acte d'annulation qu'elle fait disparaître. Redevenue officiellement, faute d'acte d'annulation, l'épouse de l'ex-roi, Mévanwi désigne Karadoc comme régent du royaume de Logres, ce qui provoque au passage une ascension significative du clan des Semi-croustillants.

#### Arthur en quête de descendance
Arthur, à la suite d'une discussion avec Guenièvre où il est question des règles de désignation de l'héritier au trône, décide de quitter le château pour partir à la recherche d'une éventuelle descendance qu'il aurait pu avoir avec l'une de ses maîtresses. Guenièvre insiste pour le suivre. Arthur part dans un premier temps à la recherche de Madenn, la fille de Guethenoc, mais apprend que l'éventuel enfant qu'il aurait pu avoir d'elle est morte deux semaines après sa naissance. De plus Madenn était visiblement déjà enceinte au moment de son aventure avec Arthur. Sur le chemin pour aller voir les jumelles du pêcheur, il retrouve Démetra, désormais femme d'Yvain. Elle non plus n'a jamais eu d'enfant de lui. Après que Guenièvre s'est blessée au pied et ne peut plus le suivre, Arthur continue seul son périple vers la côte de Bretagne où il croit pouvoir retrouver les jumelles du pêcheur, Aziliz et Tumet. Son voyage se termine en bord de mer où le père des jumelles lui apprend qu'elles non plus n'ont eu aucun enfant de lui. Ce qui contredit ce que lui avait dit Guethenoc auparavant.

#### Le difficile retour à Kaamelott
S'étant perdu au cours de son périple, Arthur réalise qu'il ne peut rentrer chez lui seul. Le père des jumelles engage un guide pour le ramener à Kaamelott. Arthur reprend donc son chemin, ignorant que son guide n'est autre que Méléagant. Peu loquace et volontiers désagréable, ce dernier fait subir à Arthur une épreuve douloureuse en le confrontant à son père adoptif, Anton, avec lequel il avait rompu tout contact. Il est abattu par cette rencontre. Il l'est plus encore lorsqu'à la seconde halte, chez des saltimbanques amis de Méléagant, il retrouve Prisca, la voyante malhonnête qui lui avait cependant prédit la colère des dieux lors de son aventure avec Mevanwi, et qui, manipulée par Méléagant, lui déclare qu'il est infécond.
Arthur rentre finalement à Kaamelott dans un état de grande faiblesse psychologique. Accusé par Karadoc de n'avoir rien fait pour trouver le Graal malgré le long voyage qu'il a réalisé, Arthur se défend en récapitulant d'un trait las mais ferme tout ce qu'il a fait pour la quête du Graal : la forteresse de Kaamelott, la réunion de chevaliers issus des quatre coins du royaume de Logres, la table ronde, etc. Épuisé par son voyage, terrassé par les épreuves qu'il a endurées, abattu par son échec à trouver un descendant, c'est un homme démotivé et que ses forces ont abandonné qui va tenter de mettre fin à ses jours.

#### Lancelot
Parti pour tuer Arthur, Lancelot est grièvement blessé par son cousin Lionel, posté à la surveillance du sentier d'accès à Kaamelott avec l'ordre de tirer à vue. Étendu dans les fourrés, une flèche à la poitrine, il agonise. La Dame du lac survient alors et tente de lui faire se remémorer les pratiques de magie blanche qu'elle lui avait enseignées dans sa jeunesse afin qu'il puisse guérir de sa blessure. Ni elle ni Lancelot ne parviennent à se souvenir de la comptine mnémotechnique utilisée pour se rappeler les passes magiques de guérison. Dans un ultime effort de mémoire, Lancelot parvient enfin à accomplir correctement le rituel de guérison et retourne auprès de Méléagant. Ce dernier, profondément déçu que Lancelot ait eu recours à la magie blanche, décide de l'abandonner. Ce départ brusque pique Lancelot au vif. Son apathie des mois précédents se dissipe alors rapidement. Il renaît peu à peu, se lave, se rase, reprend sa parure de chevalier blanc. Toujours décidé à tuer Arthur, il atteint par une rivière souterraine le château de Kaamelott. Il rencontre successivement dans les couloirs du château Guenièvre puis Bohort qui essaient en vain de le faire revenir sur ses mortelles intentions. Lancelot fait enfin brutalement irruption dans la salle de bains et constate que son ancien ami, livide et l'air absent, plongé dans son bain, s'est en fait tranché les veines. Il appose alors sa main sur le poignet sanguinolent d'Arthur pour renouveler le rituel magique de guérison qui l'a sauvé un peu plus tôt.

## Livre VI
Le Livre VI est consacré à la jeunesse d'Arthur, âgé d'une vingtaine d'années quand, de simple soldat de la garde romaine, il devient dux bellorum grâce aux tractations des sénateurs et obtient le trône de Bretagne.

### Avant Kaamelott

#### Le garde Arturus
À vingt ans, Arthur, appelé Arturus, est soldat dans la milice urbaine de Rome, où il s'ennuie énormément. Il est régulièrement entraîné le soir par son ami Appius Manilius dans des soirées orgiaques organisées par des sénateurs. Lors d'une de ces soirées, il en vient à agresser son propre supérieur pour couvrir sa fuite, tout en se couvrant le visage pour qu'il ne soit pas identifié. Sa victime le soupçonnera rapidement, mais n'ayant aucune preuve, il ne peut rien faire à part lui infliger plusieurs sanctions injustes.

#### Le problème breton
Pendant ce temps, les clans bretons commencent à s'organiser dans leur rébellion constante contre l'occupant romain. Depuis un siècle, l'influence romaine perd du terrain sur l'île et les citoyens romanisés fuient la province de Brittania. Goustan, roi de Carmélide, confie le pouvoir à son fils, Léodagan, lui permettant ainsi de livrer bataille sans rompre ses accords de paix. Léodagan commence donc à rassembler les autres seigneurs de guerre de Bretagne (Calédonie, Orcanie, Irlande, …) pour constituer une armée fédérée luttant contre l'envahisseur. Ces chefs de guerre ne veulent reconnaître qu'un seul homme comme leur maître : le porteur d'Excalibur.
À Rome, les sénateurs apprennent la situation par Manius Firmus, dux bellorum dirigeant l'armée romaine en Bretagne. Le sénateur Sallustius a besoin de l'aide de ces sénateurs pour soutenir l'Empereur qu'il manipule, contre le sénat de la nouvelle capitale Ravenne, qui centralisera sans cela toutes les décisions à la mort de ce dernier. Pour satisfaire les sénateurs, il imagine donc utiliser un soldat de l'armée romaine d'origine bretonne pour le mettre en poste et calmer la situation. Le seul qui convient est Arturus.

#### L'ascension
Sans trop comprendre ce qu'il lui arrive, Arturus reçoit à la fois les visites de Sallustius, qui lui explique en partie son plan, mais aussi celles de la Dame du Lac et de Merlin, qui viennent lui rappeler son destin de futur roi de Logres.
Sallustius fait en sorte qu'Arturus monte rapidement en grade, en lui attribuant des faits de guerre, comme la mort d'un chef ostrogoth qu'Arturus n'a pourtant pas tué, ce qui irrite davantage le chef de la milice urbaine. Le sénateur l'envoie également voir dame Aconia, qui accepte à contre-cœur de devenir la préceptrice d'Arturus. Une relation trouble se noue entre eux.
Merlin et la Dame du Lac se montrant pressants, Arthur les renvoie en Bretagne avec pour mission de répandre le message de sa venue et d'accomplir un « fait d'armes » qui les distinguera pour la quête du Graal. De nombreux futurs chevaliers reçoivent le message, comme Bohort, Perceval et Karadoc.

#### La prise de pouvoir
Arthur devient finalement dux bellorum et s'apprête à partir en Bretagne prendre sa nouvelle place. Il se marie en secret avec Aconia, bien que celle-ci fût déjà mariée, puis reçoit la bénédiction de César, qui lui donne sa bague magique et quelques conseils pour gouverner.
Arthur, accompagné par Manilius, se rend donc sur l'île de Bretagne, tire Excalibur du rocher et se rend au rassemblement des chefs bretons. Léodagan lui cède sa place à la seule condition qu'Arthur épouse Guenièvre, sa fille. Arthur accepte. Quand Aconia l'apprend, elle lui fait promettre de ne pas consommer ce mariage. Il rentre en Bretagne pour épouser Guenièvre et rencontrer les hommes qui ont répondu à son appel. Après la cérémonie, les parents de Perceval viennent lui confier qu'ils l'ont trouvé enfant dans un cercle de culture, élément qui l'amènera à considérer Perceval.
Quand Sallustius se rend en Bretagne pour voir l'avancement de son projet, il découvre qu'Arthur a finalement choisi de le trahir, préférant accomplir son destin en Bretagne. Sallustius ne peut rien y faire et rentre à Rome pour annoncer le rétablissement de l'Empire en Bretagne même si en réalité le dux bellorum censé être à la tête du gouvernement militaire de la province l'a déclaré indépendante. Arthur y retourne peu après avec Manilius, pour emmener la compagne de celui-ci et Aconia avec eux. Mais sur place, il découvre que l'homme dont Aconia était la femme n'était autre que Firmus, le propre prédécesseur d'Arthur en Bretagne. Pendant ce temps, avec l'approbation du second de Sallustius, le chef de la milice a fait tuer plusieurs personnes dont Manilius, trahi par leur ami Verinus. Arthur échappe à l'attentat et assiste à la mort de César, les veines ouvertes, poussé au suicide par un homme qui semble être Méléagant, on voit Arthur se masser le poignet à cette vue (il tentera quinze ans plus tard de se suicider de la sorte).

### Retour à la narration

#### Les hommages
Dans le dernier épisode, Arthur, sauvé par Lancelot par la magie blanche (à la fin du Livre V), se laisse mourir d'anémie et raconte ses mémoires au Père Blaise. Sa mère l'annonce mort, alors qu'il ne l'est pas. Tandis que les druides de Tintagel lui donnent encore trois jours à vivre, il reçoit ceux qui étaient venus le rencontrer : il parle à Karadoc, qui lui rend le pouvoir, Perceval, sa demi-sœur, Merlin et Bohort, Guenièvre et enfin Lancelot, à qui il décide de confier le pouvoir reçu de Karadoc auparavant.
Lancelot, manipulé par Méléagant, ordonne à ses fidèles en blanc de fouiller les habitations, capturer les chevaliers et brûler la Table ronde. Venec sauve Arthur, et l'emmène vers Rome. Pendant ce temps, Père Blaise, Merlin et l'ensemble des chevaliers, fuient et se cachent où ils peuvent afin d'échapper à Lancelot. Arthur, dans la Villa Aconia, déprime. Mais il découvre une vieille étoffe, reste de la robe de mariée de sa première femme, et reprend courage. On le voit reprendre des forces et s'entraîner avec une épée en bois.
Dans les bonus, uniquement présent dans les DVD, on voit quelques scènes préfaçant la "résistance" au règne blanc de Lancelot : on voit Perceval et Karadoc se défendant à la taverne avec des saucisses et une cruche (mettant ainsi à profit leur technique longuement étudiée) ou encore Yvain et Gauvain qui tendent une embuscade dans la forêt, ou Bohort, Lionel et le maître d'arme protégeant les dames du château.
Le livre et la série se concluent sur le bandeau : « Bientôt, ... Arthur sera de nouveau un héros ».